# ボストンハーバー
ボストンハーバー（Boston Harbor、1994年4月4日 - 2021年3月9日）は、現役時代はアメリカで競走生活を送っていた競走馬で、引退後アメリカと日本で供用されていた種牡馬である。

## 戦績
1996年、デビュー戦から5馬身差で初勝利を挙げ、続く重賞バシュフォードマナーステークスを4馬身差で快勝し競走馬として好スタートを切る。3戦目のG3、サンフォードステークスでは勝ち馬に10馬身も離されたものの2着を確保し、この後ブリーダーズカップ・ジュヴェナイルを含む4連勝、エクリプス賞最優秀2歳牡馬に選出された。
1997年、この年の初戦としてサンタカタリナステークスに出走、単勝1番人気に推されたが勝ち馬から約15馬身離された4着と惨敗した。その後調教中に骨折したため休養に入り、復帰を目指したものの同年10月に現役引退が決定、種牡馬入りした。

### 主な勝ち鞍
- 1996年（7戦6勝） - ブリーダーズカップ・ジュヴェナイル (G1) 、ブリーダーズフューチュリティ (G2) 、バシュフォードマナーステークス (G3) 、エリスパークジュヴェナイルステークス、ケンタッキーカップジュヴェナイルステークス (G3)
- 1997年（1戦0勝）

## 種牡馬時代
1998年からアメリカのオーバーブルックファームで種牡馬となり、2002年に日本へ輸出された。産駒は2歳戦から活躍するような仕上がりが早い馬が多く、総じて短距離競走を好む。アメリカでのみG1勝ち馬を輩出している。
2016年の種付けシーズン終了後に種牡馬を引退した。
2021年3月9日、功労馬として繋養されていた北海道の静内種馬場で老衰のため死亡した。

### 主な産駒
- 1999年産
  - Boston Common（ジェロームハンデキャップ、エルコネホハンデキャップ）
  - カフェボストニアン（福島2歳ステークス、クロッカスステークス、駿風ステークス）
  - セピアメモリー（京葉ステークス）
- 2000年産
  - My Boston Gal（ボーモントステークス）
  - Boston Bull（カウディンステークス）
  - ワンダフルデイズ（クリスタルカップ）
- 2001年産
  - Healthy Addiction（サンマルガリータ招待ハンデキャップ、レディズシークレットブリーダーズカップハンデキャップなど）
  - ダイワバンディット（新潟2歳ステークス）
- 2004年産
  - イクスキューズ（クイーンカップ）
- 2006年産
  - タマモリターン（園田ジュニアカップ）
- 2011年産
  - カシノボルト（英彦山賞）
  - レッドペリグリン（エトワール賞）

### ブルードメアサイアーとしての主な産駒
- 2011年産
  - クィーンズブレード / Queen's Blade / 퀸즈블레이드（2014年コリアンダービー）
- 2013年産
  - クロコスミア（2017年府中牝馬ステークス）
- 2016年産
  - イベリス（2019年アーリントンカップ、2021年京都牝馬ステークス）
  - ラプタス（2020年黒船賞、かきつばた記念、2021年かきつばた記念、サマーチャンピオン、2022年兵庫ゴールドトロフィー）[4]
- 2017年産
  - ウインキートス（2021年目黒記念）
- 2018年産
  - ファインルージュ（2021年フェアリーステークス[5]）
- 2019年産
  - スティールルージュ（2021年フルールカップ、ローレル賞、2022年ユングフラウ賞、若潮スプリント、2023年しらさぎ賞）[6]

## 血統表
| ボストンハーバーの血統      | ボストンハーバーの血統                 | ボストンハーバーの血統                 | （血統表の出典）                       | （血統表の出典） |
| 父系                        | シアトルスルー系（ボールドルーラー系） | シアトルスルー系（ボールドルーラー系） | シアトルスルー系（ボールドルーラー系） | [ § 2 ]          |
| 父 Capote 1984 黒鹿毛       | 父の父Seattle Slew 1974 黒鹿毛         | Bold Reasoning                         | Boldnesian                             | Boldnesian       |
| 父 Capote 1984 黒鹿毛       | 父の父Seattle Slew 1974 黒鹿毛         | Bold Reasoning                         | Reason to Earn                         |                  |
| 父 Capote 1984 黒鹿毛       | 父の父Seattle Slew 1974 黒鹿毛         | My Charmer                             | Poker                                  | Poker            |
| 父 Capote 1984 黒鹿毛       | 父の父Seattle Slew 1974 黒鹿毛         | My Charmer                             | Fair Charmer                           |                  |
| 父 Capote 1984 黒鹿毛       | 父の母Too Bald 1964 黒鹿毛             | Bald Eagle                             | Nasrullah                              | Nasrullah        |
| 父 Capote 1984 黒鹿毛       | 父の母Too Bald 1964 黒鹿毛             | Bald Eagle                             | Siama                                  |                  |
| 父 Capote 1984 黒鹿毛       | 父の母Too Bald 1964 黒鹿毛             | Hidden Talent                          | Dark Star                              | Dark Star        |
| 父 Capote 1984 黒鹿毛       | 父の母Too Bald 1964 黒鹿毛             | Hidden Talent                          | Dangerous Dame                         |                  |
| 母 Harbor Springs 1989 栗毛 | 母の父Vice Regent 1967 栗毛            | Northern Dancer                        | Nearctic                               | Nearctic         |
| 母 Harbor Springs 1989 栗毛 | 母の父Vice Regent 1967 栗毛            | Northern Dancer                        | Natalma                                |                  |
| 母 Harbor Springs 1989 栗毛 | 母の父Vice Regent 1967 栗毛            | Victoria Regina                        | Menetrier                              | Menetrier        |
| 母 Harbor Springs 1989 栗毛 | 母の父Vice Regent 1967 栗毛            | Victoria Regina                        | Victoriana                             |                  |
| 母 Harbor Springs 1989 栗毛 | 母の母Tinnitus 1975 栗毛               | Restless Wind                          | Windy City                             | Windy City       |
| 母 Harbor Springs 1989 栗毛 | 母の母Tinnitus 1975 栗毛               | Restless Wind                          | Lump Sugar                             |                  |
| 母 Harbor Springs 1989 栗毛 | 母の母Tinnitus 1975 栗毛               | Dors                                   | Corporal                               | Corporal         |
| 母 Harbor Springs 1989 栗毛 | 母の母Tinnitus 1975 栗毛               | Dors                                   | Cathy F-No.6-a                         |                  |
| 母系(F-No.)                 | 6号族(FN:6-a)                          | 6号族(FN:6-a)                          | 6号族(FN:6-a)                          | [ § 3 ]          |
| 5代内の近親交配             | Nasrullah 4×5=9.38%、Nearco5×5=6.25%   | Nasrullah 4×5=9.38%、Nearco5×5=6.25%   | Nasrullah 4×5=9.38%、Nearco5×5=6.25%   | [ § 4 ]          |
| 出典                        | 1. 2. 3. 4.                            | 1. 2. 3. 4.                            | 1. 2. 3. 4.                            | 1. 2. 3. 4.      |